# Onomatopeya (personaje)
Onomatopeya es un supervillano que aparece en los cómics publicados por DC Comics, generalmente como enemigo de Green Arrow y Batman. Creado por el escritor Kevin Smith y el artista Phil Hester, el personaje apareció por primera vez en Green Arrow (vol. 3) #12 (marzo de 2002).
Daya Vaidya interpreta una versión femenina del personaje en la tercera temporada de la serie de televisión Superman & Lois.

## Historial de publicaciones
Kevin Smith habló sobre el personaje en una entrevista de 2007:
Cuando hice Green Arrow, elegí Onomatopeya como villano, simplemente porque amaba esa palabra, y de alguna manera formó el personaje en la medida en que decía sonidos en voz alta. Creo que solo funciona en la página de un cómic porque si disparas un arma, normalmente escriben ¡BLAM! y luego puedes tener, ya sabes, el personaje que dice "¡BLAM!" en un globo de palabras, pero si intentas hacer eso cinematográficamente no puedes lograrlo. Un arma en una película suena completamente diferente. ¡No se lee como BLAM! y que un tipo diga ¡BLAM!... Creo que funciona muy bien en forma impresa y en una página de cómic. No creo que ese personaje se traduzca muy bien fuera de eso.

## Biografía ficticia
Onomatopeya aparece por primera vez donde asesina a una luchadora contra el crimen llamada Virago, después de decirle su nombre. El interludio en el que esto ocurre sirve como introducción a "Los sonidos de la violencia", una historia de tres números que abarca los números 13 a 15 del título, en el que él es el principal antagonista. No se revelan características personales sobre la Onomatopeya aparte del hecho de que es un hombre europeo, lo que se ve cuando partes de su rostro oscurecidas por la sombra se ven en Green Arrow (vol. 3) # 14, y cuando la parte inferior de la mitad de su rostro se ve nuevamente en el número 15. Onomatopeya es un asesino en serie que apunta a superhéroes sin superpoderes. Su nombre se deriva del hecho de que imita ruidos a su alrededor, como grifos que gotean, disparos, etc. Durante el transcurso de esta historia, dispara a Connor Hawke, el segundo Green Arrow, quien es salvado por su padre Oliver Queen (el primera y original Green Arrow). Mientras Connor es operado en el hospital, Onomatopeya regresa para terminar el trabajo. El mata a varios médicos en el quirófano, y después de que Queen y Canario Negro frustran su intento de matar a Connor, logra escapar.
Más tarde él es reclutado por la Sociedad Secreta de Super Villanos de Alexander Luthor, Jr. como parte de un ejército que es enviado a conquistar la ciudad de Metrópolis en el número 7 de la miniserie Infinite Crisis de 2006. Un ejército de superhéroes, respaldado por la Guardia Nacional, se opone con éxito a la Sociedad. La onomatopeya se ve en una pelea con Odd Man, un justiciero disfrazado y sin poder.
El personaje aparece en la miniserie de tres números de noviembre de 2008 Batman: Cacophonyescrita por Smith y dibujada por su viejo colaborador y amigo Walt Flanagan.La Onomatopeya libera al Joker de Arkham Asylum y le da dinero para financiar una guerra de bandas contra Maxie Zeus. Finalmente se enfrenta a Batman, quien lo derrota. Sin embargo, escapa de la captura hiriendo mortalmente al Joker, lo que obliga a Batman a elegir entre salvar la vida del Joker o capturar a su nuevo oponente. El final del tercer número revela que Onomatopeya tiene una vida secreta y aparentemente normal como un esposo amoroso y padre de dos hijos, que desconocen sus actividades asesinas. Explica sus lesiones ocasionales como resultado de actividades deportivas como el tenis, el polo y la caza. Guarda recuerdos de sus victorias en un santuario escondido detrás de una estantería, guardando un estuche para Batman y Green Arrow.
En Batman: The Widening Gyre, se revela que estaba disfrazado de Baphomet, un nuevo justiciero que se había asociado con Batman. Aparece como Baphomet desde el principio, ayudando al Caballero Oscuro a derrotar a Etrigan el Demonio y Hiedra Venenosa. Más tarde ayuda a Batman a derrotar a villanos como Deadshot, Crazy Quilt y Calendar Man, e incluso se desenmascara frente a Batman para ganarse su confianza (como Batman no tenía idea de cómo era realmente la Onomatopeya, esto no reveló la artimaña). Al final de la historia, Batman lleva a Baphomet a la Baticueva y le presenta a Silver St. Cloud disfrazada antes de que Batman revele que él es Bruce Wayne y Silver se desenmascare. Bruce invita a Baphomet a quedarse a desayunar mientras se da vuelta y pone su cinturón de herramientas sobre la mesa con un "KA-KLAK". Escucha a Baphomet repetir el sonido antes de girarse horrorizado y ver a la Onomatopeya a mitad de camino cortando la garganta de Silver e imitando el ruido de la espada.

### Renacimiento
La Onomatopeya apareció por primera vez en New 52 en las páginas de Teen Titans. Aparece dentro de un camión de mudanzas en un ferry, el vehículo lleno de explosivos, aparentemente deseando hacer estallar el ferry. Sin embargo, Red Arrow llega a la escena, lo detiene en el ferry y conduce el camión hacia el océano. Sin embargo, todo esto era parte de su plan, ya que la bomba de fusión en el camión pronto detona en el agua, provocando un maremoto masivo que se dirigió directamente hacia Star City.
Mientras los Jóvenes Titanes y Red Arrow trabajaban para salvar la ciudad del maremoto entrante, Onomatopoeia irrumpió en Queen Industries en el caos, robando armas de alta calidad.Cuando el equipo finalmente salva la ciudad, el asesino en serie comenzó a abrir fuego contra ellos con el armamento que robó. Sin embargo, Robin y Kid Flash pudieron esquivar las balas y derrotarlo. Onomatopeya estaba entre los villanos capturados por Robin y encarcelados ilegalmente en un lugar secreto. Más tarde participó en la fuga de la prisión, pero fue detenido y encarcelado una vez más.
Una vez que se descubrió la prisión ilegal de Robin, Damian decidió lavar el cerebro de sus prisioneros, incluida la Onomatopeya, para que se convirtieran en ciudadanos utilizando la magia de Djinn. Sin embargo, esta magia desaparecería una vez que Djinn fuera encarcelado dentro de su ring por su compañero Roundhouse. Debido a esto, los villanos que habían sido agraviados por esta banda de Titanes se unieron y usaron su riqueza combinada para contratar a Deathstroke para que los vengara. Después de que este plan fracasó, Onomatopeya poco después fue derrotado una vez más por los Jóvenes Titanes y fue arrestado adecuadamente.

## Poderes y habilidades
Onomatopeya es atleta, artista marcial y experta en armas. Siempre lleva dos pistolas semiautomáticas, un rifle de francotirador y una navaja militar. Parece ser bastante inteligente, ya que orquestó la fuga del Joker para sacar a Batman, además de evitar la captura dándole al Joker una herida casi fatal, lo que hizo que Batman se distrajera. Su atuendo habitual consiste en guantes, pantalones y camisa negros, con una gabardina larga negra y una capucha negra completa decorada con círculos blancos concéntricos. En Batman: Cacophony, se revela que colecciona las máscaras de los héroes que mata y las guarda en una vitrina de trofeos en la casa de su identidad secreta.Se ha demostrado que su puntería rivaliza incluso con la de Deadshot.
Aún no se ha revelado si Onomatopeya es un metahumano o no, sin embargo, Green Arrow ha observado que está mejorado de alguna manera. En Green Arrow (vol. 3) #15, le dispararon seis flechas: dos en un hombro, una de ellas atravesó fatalmente el lado izquierdo de su pecho, una flecha entre el primer y medio nudillo de su mano derecha, una a través de su pie derecho y uno a través de la palma de su mano derecha, nada de lo cual lo frena o incluso afecta su destreza manual. En el mismo número, incluso atrapa una de las flechas de Green Arrow en el aire, usando solo sus dientes. Después de recibir un disparo, salta del techo del hospital de Star City, cae siete pisos y huye antes de que Green Arrow pueda encontrarlo.También es lo suficientemente resistente como para sobrevivir a explosiones directas e incendios que matarían a seres humanos normales.

## En otros medios

### Televisión
- Onomatopeya aparece en el segmento "Green Arrow" de DC Nation Shorts. Esta versión está a cargo de Ono-Bots (con la voz de Kevin Michael Richardson).
- Una encarnación femenina de la Onomatopeya llamada Peia Mannheim aparece en la tercera temporada de Superman & Lois, interpretada por Daya Vaidya. Esta versión es la esposa enferma de cáncer de Bruno Mannheim, la madre de Matteo Manneheim, un miembro de Intergang con sonokinesis que usa una máscara especial que amplifica sus poderes y ex subordinado del fundador de Intergang, Boss Moxie.[13]

### Varios
Onomatopeya aparece Arrow: Temporada 2.5 #12.